# 239645 Shandongas
239645 Shandongas è un asteroide della fascia principale. Scoperto nel 2008, presenta un'orbita caratterizzata da un semiasse maggiore pari a 3,0846720 au e da un'eccentricità di 0,0240454, inclinata di 10,84772° rispetto all'eclittica.